# Smedby, Norrköping
Smedby (uttal (fil)) är en stadsdel belägen i södra Norrköping, angränsande stadsdelar är Brånnestad och Ljura. Bebyggelsen började på 1940-talet med villor och radhus, den delen benämns ofta "Gamla Smedby" i folkmun, i mitten på 1970-talet byggdes villor och radhus på andra sidan längs Lidaleden, även Ica Smedby byggdes i början av 1980-talet. Under slutet av 1980-talet och början av 1990-talet växte delarna Rambodal, Ånestad och Bjärby fram, döpta efter bondgårdar som legat i närheten. Stadsdelens fotbollslag Smedby AIS ligger för närvarande[när?] i Division 1.